# Quyển bá móc
Selaginella uncinata là một loài dương xỉ trong họ Selaginellaceae. Loài này được Desv. ex Poir. Spring mô tả khoa học đầu tiên năm 1843.

## Hình ảnh

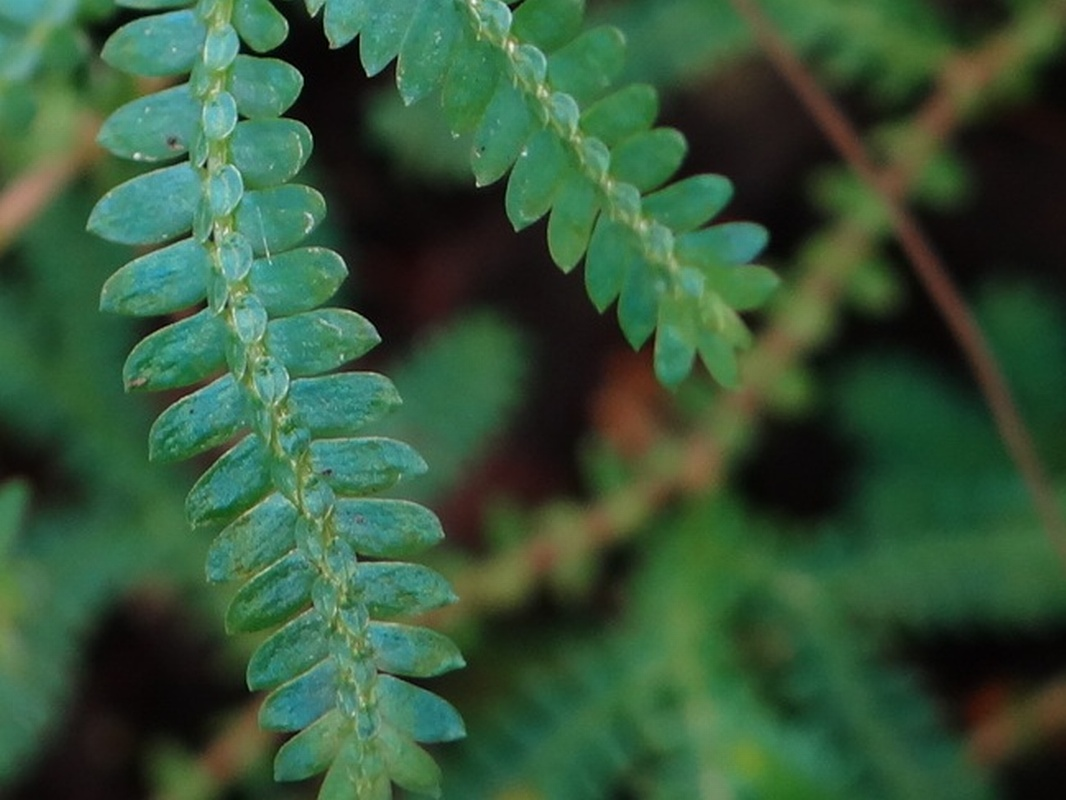
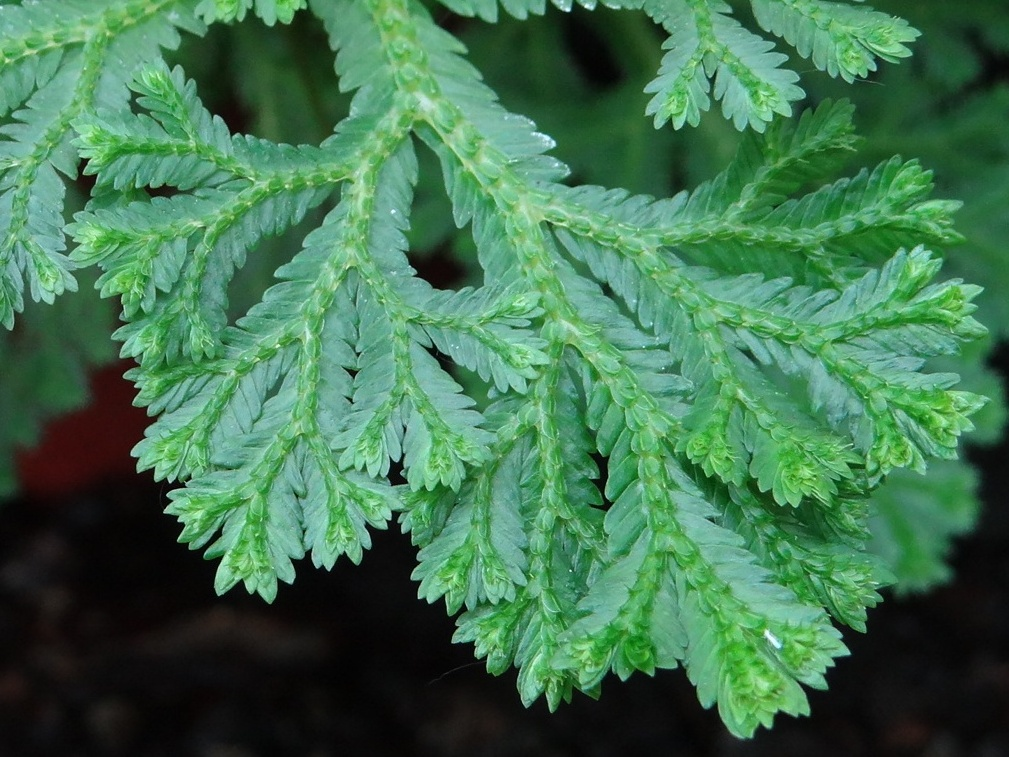
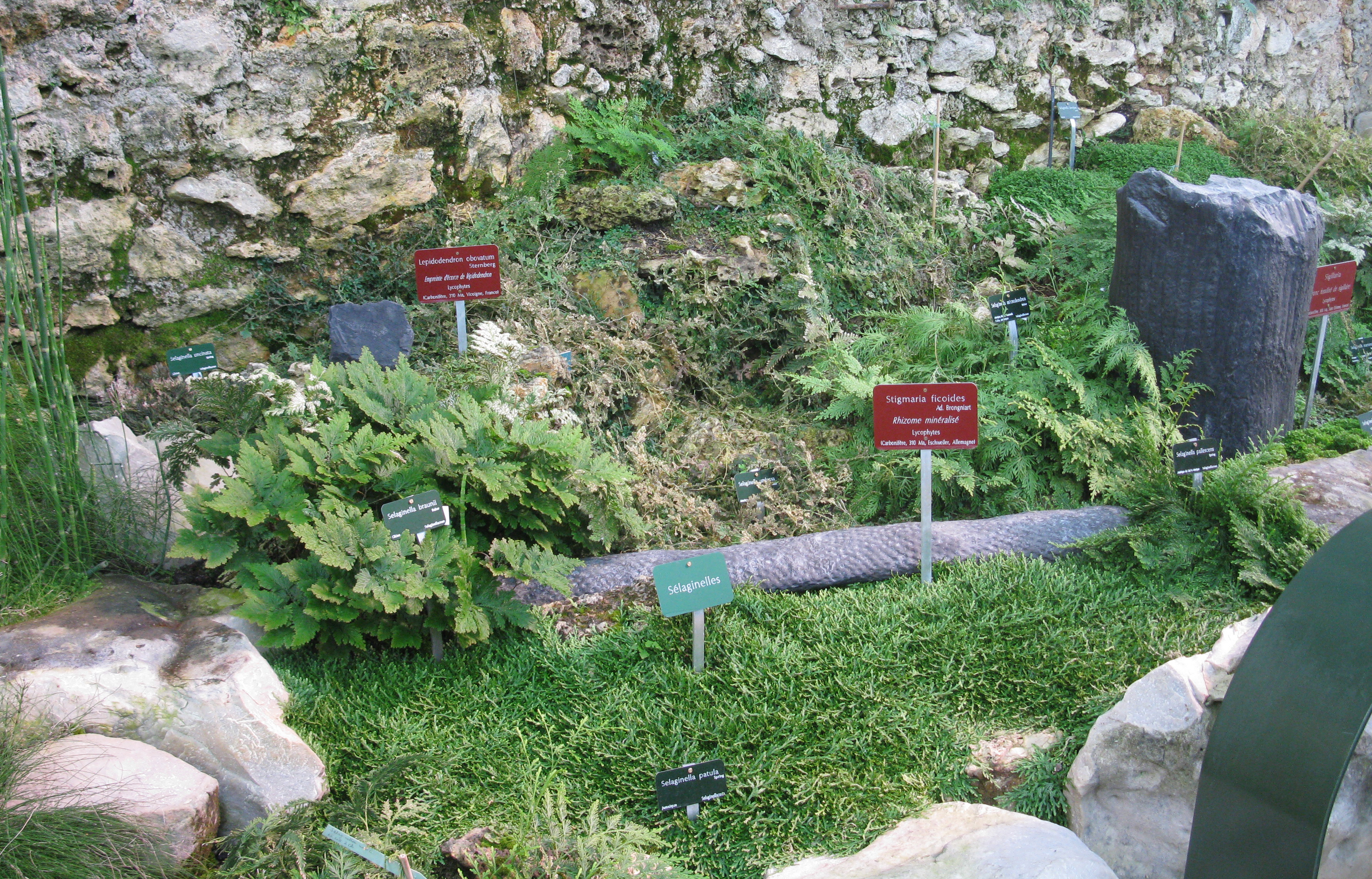
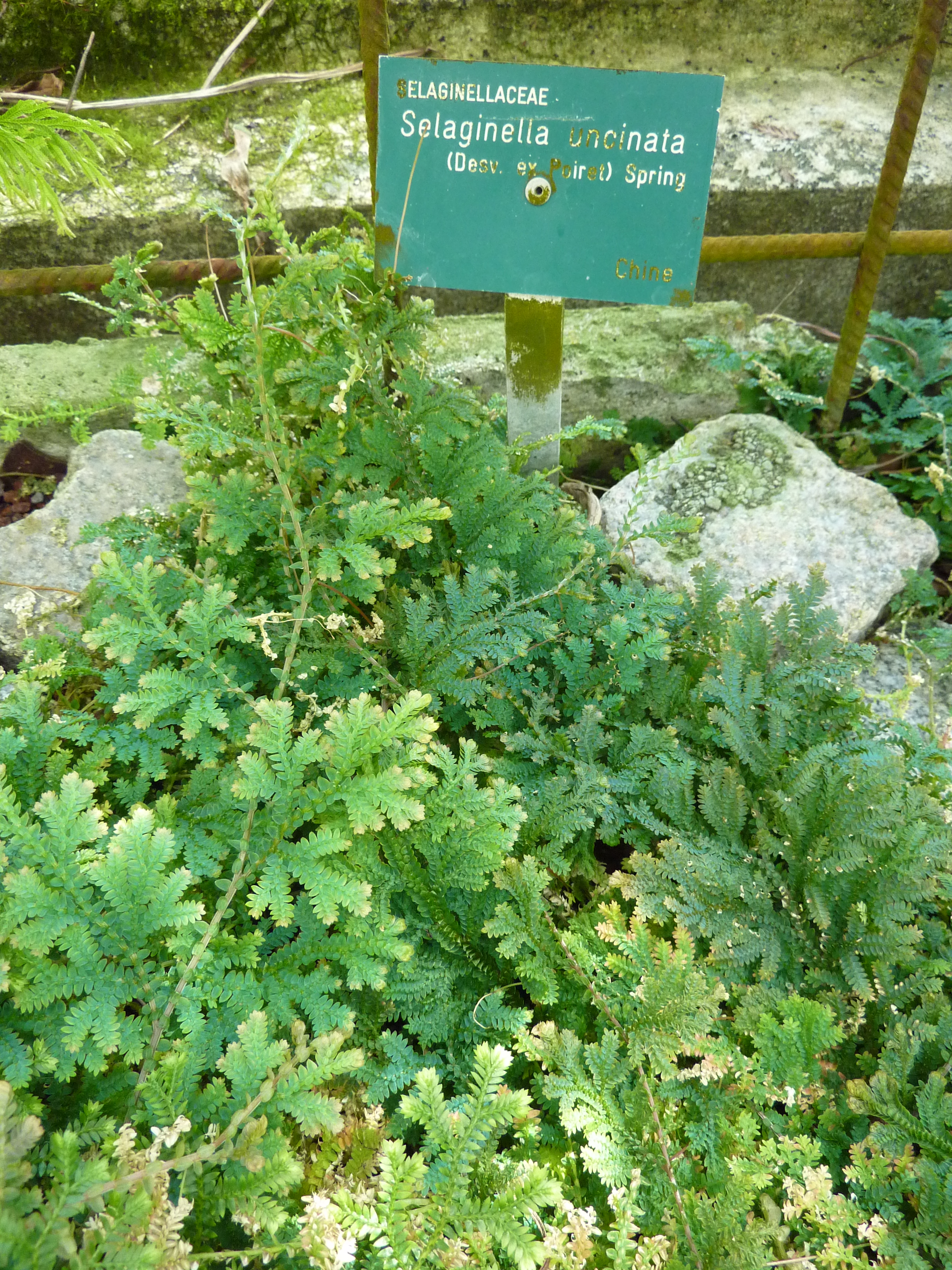